# Goryczuszka wczesna

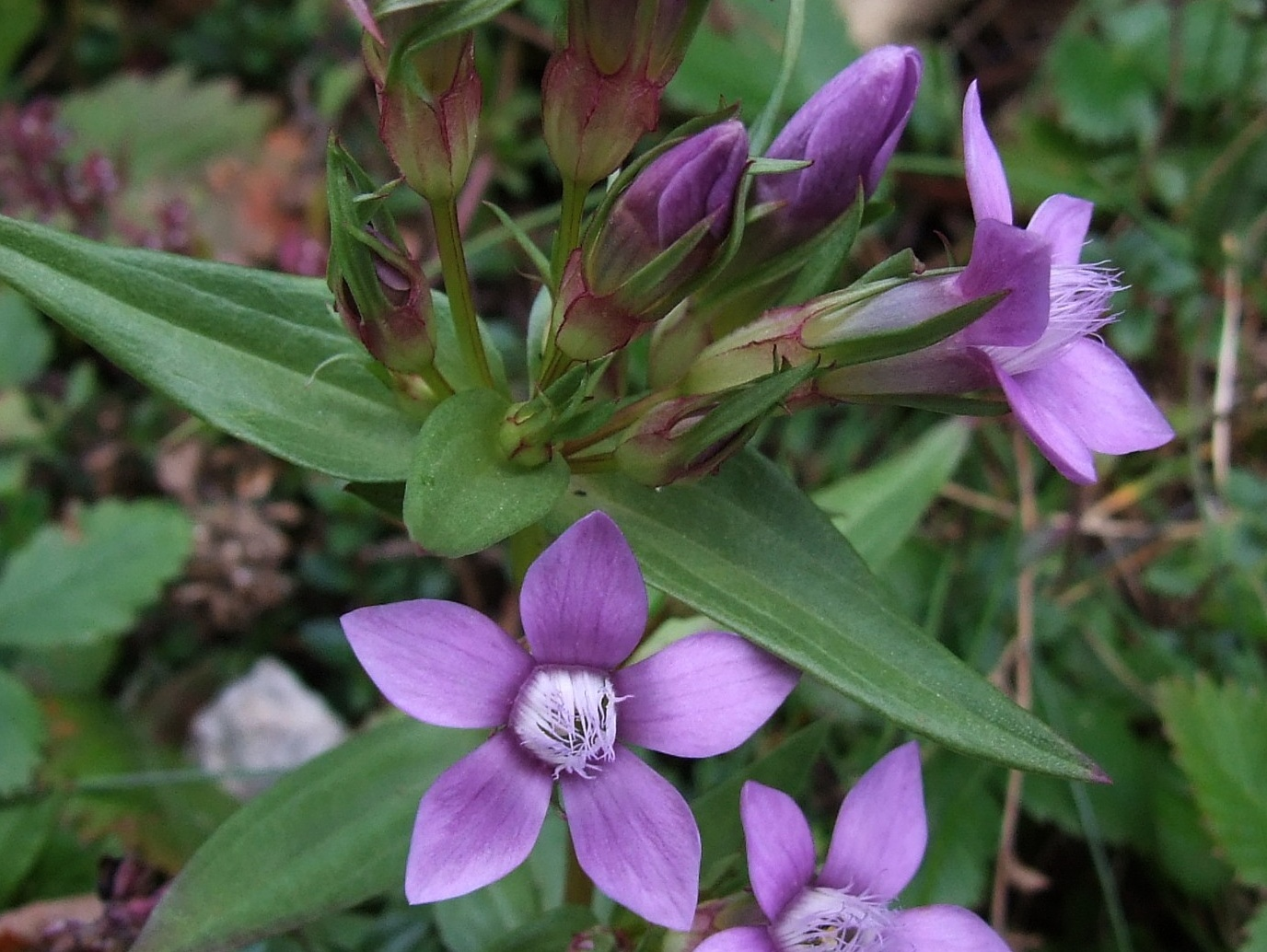
Kwiaty

Goryczuszka wczesna (Gentianella lutescens (Velen.) Holub) – gatunek rośliny należący do rodziny goryczkowatych. Występuje w Karpatach, Sudetach, Górach Kruszcowych oraz w Bośni i Czarnogórze. W Polsce występuje w Sudetach i Karpatach, czasami (rzadko) na niżu (Puszcza Białowieska). Roślina dość rzadka, objęta ochroną.

## Morfologia
ŁodygaDochodzi do 40 cm wysokości, ale w mniej sprzyjającym siedlisku osiąga czasem zaledwie kilka centymetrów. Jest rozgałęziona, a jej odgałęzienia prawie dorównują wysokością głównemu pędowi. zwykle jest czerwonawo nabiegła
LiścieJajowato-lancetowate, skórzaste. Liście różyczkowe znacznie większe od liści łodygowych, które zrośnięte są nasadami. Ulistnienie nakrzyżległe.
KwiatyNa szypułkach, zebrane w luźny kwiatostan, rzadko tylko zdarza się roślina z pojedynczym kwiatem. Kwiaty od białoróżowawych do intensywnie liliowych, korona o długości 2–4 cm złożona jest z 5 zrośniętych płatków. W gardzieli korony długie włosowate wyrostki.
OwocTorebka na krótkim trzonku. Nasiona są liczne i drobne, żółtawe.

## Biologia i ekologia
RozwójRoślina dwuletnia, hemikryptofit. Kwitnie od czerwca do października.
SiedliskoMurawy naskalne, suche łąki. W Tatrach dochodzi do 2000 m n.p.m., głównie jednak rośnie w piętrach reglowych. Najwyższe opisane stanowisko (subsp. tatricola) znajduje się na Małołączniaku. Preferuje podłoże wapienne, ale rośnie też na granicie.
GenetykaLiczba chromosomów 2n= 36.

## Zmienność
Występuje w Polsce w 3 podgatunkach:
- subsp. lutescens – o liściach podługowatojajowatych i łodydze rozgałęzionej w górnej połowie. Występuje w Karpatach i bardzo rzadko na Wyżynie Małopolskiej i w północno-wschodniej Polsce,
- subsp. carpathica – o trójkątnych lub jajowatolancetowatych liściach i łodydze silnie, miotlasto rozgałęzionej. Opisano jego występowanie tylko w Pieninach,
- subsp. tatricola – ma przeważnie białe lub żółtawe kwiaty i łodygę nierozgałęzioną. Występuje tylko w Tatrach.

## Zagrożenia i ochrona
Od 2014 roku gatunek jest objęty w Polsce ochroną częściową. W latach 1946–2014 znajdował się pod ochroną ścisłą (początkowo ujmowana w rozporządzeniach jako takson z rodzaju goryczka Gentiana, od 1995 roku Gentianella). Zagrożeniem dla gatunku jest intensyfikacja gospodarki łąkarskiej na stanowiskach, na których występuje.